# Denderbellebroek
Denderbellebroek is een landbouw- en natuurgebied en wachtbekken in het Belgische dorp Denderbelle.

## Beschrijving
Denderbellebroek (of Bellebroek) heeft een oppervlakte van 170 ha en bestaat vooral uit weiland. Het dient als landbouw- en natuurgebied en als buffer voor het Denderwater dat tijdens perioden van hoogtij niet onmiddellijk kan geloosd worden in de Zeeschelde. Het heeft een bergingscapaciteit van 3,4 miljoen m³.
Binnen het Denderbellebroek is er een natuurdomein met een oppervlakte van 2,35 ha dat sinds 2003 beheerd wordt door Natuurpunt en door haar als natuurreservaat erkend wordt. Het Denderbellebroek maakt (samen met Wiestermeersch, Hannaerden en Hogedonk) deel uit van natuurgebied Beneden-Dender.
Er bevindt zich ook een geboortebos dat in 2012 een opknapbeurt kreeg.
Het is een prachtig gebied om te wandelen, te fietsen of te vissen in de afgelegen visput.

## Fauna
Er werden voor het eerst in vele jaren reeën waargenomen in 2014. 
Hetzelfde jaar werden fauna-akkers aangelegd op de dijk om de fauna en flora te stimuleren.